# Man (Virginia Occidentale)
Man è un comune degli Stati Uniti d'America, situato nello Stato della Virginia Occidentale, nella contea di Logan. La cittadina si trova nei pressi del fiume Guyandotte alle foci del fiume Buffalo Creek. L'origine del nome della cittadina sembra derivare dall'ultima sillaba del soprannome di Ulysses Hinchman, membro della Camera dei delegati della Virginia Occidentale in rappresentanza della Contea di Logan dal 1866 al 1869.